# FrauenKirche Zentralschweiz
FrauenKirche Zentralschweiz ist ein Schweizer Verein, zu dessen Zielen die Förderung feministischer Theologie und der „Widerstand gegen patriarchale Macht in Kirche und Gesellschaft“ zählen.
Der nach eigenen Angaben parteipolitisch unabhängige und ökumenisch ausgerichtete Verein wurde 1989 gegründet und hat laut Vereinsangaben rund 350 Mitglieder. Er nimmt sowohl Frauen wie auch Männer als Mitglieder auf.
Vereinszweck ist die Gleichstellung von Mann und Frau in der Gesellschaft, die moderne Väterrolle in Familien, der Kampf gegen häusliche Gewalt, die sexuelle Ausbeutung am Arbeitsplatz und weitere Themen.
Anlass zur Gründung war der Erste Luzerner Frauenkirchentag am 27. Juni 1987. 170 Frauen hatten eine Interessenvertretung gefordert, die sich auf ökumenischer Ebene für frauenspezifische Anliegen in den Kirchen einsetzt. In den folgenden Jahren erreichte der Verein in der Schweiz überregionale Bekanntheit. Seit 2006 führt er die Fachstelle Feministische Theologie, die durch die Römisch-katholische Landeskirche des Kantons Luzern und die Evangelisch-Reformierte Kirche des Kantons Luzern und durch die Katholische Kirchgemeinde Luzern subventioniert wird. Die Fachstelle bietet Seminare und Kurse mit Schwerpunkt auf feministischer Theologia an, organisiert Veranstaltungen und berät in theologischen Fragen.
Vom Verein werden verschiedene Aktionen und insbesondere Gottesdienste zu bestimmten Lebenslagen organisiert, wie beispielsweise der Ökumenische Gottesdienst für Geschiedene und getrennt Lebende.
2006 kritisierte der Verein scharf, dass das Gremium des neu gegründeten schweizerischen Rates der Religionen ausschliesslich mit Männern besetzt sei.

## Fussnoten
1. ↑  https://www.frauenkirche-zentralschweiz.ch/verein/ueber-uns/
2. ↑  http://www.kath.ch/index.php?na=11,0,0,0,d,54990
3. ↑  Meldungen vom 3. Juni 2006